# Edward Wentworth Beatty
Pour les articles homonymes, voir Wentworth et Beatty.
Edward Wentworth Beatty, né le 16 octobre 1877 à Thorold et mort le 23 mars 1943 à Montréal, est un avocat et homme d'affaires canadien.

## Biographie
Fils de Henry Beatty, Edward Wentworth Beatty naît le 16 octobre 1877 à Thorold en Ontario.
En 1901, il rejoint le Chemin de fer Canadien Pacifique, dont il devient le président en 1918, le premier président né au Canada.
De 1919 à 1923, il est chancelier de l'Université Queen's et de 1920 à 1943, chancelier de l'Université McGill.
En 1924, il fait construire un amphithéâtre de 9 300 places pour les Maroons de Montréal, le Forum de Montréal. 
En 1935, il est fait chevalier de l'Ordre de l'Empire britannique.